# Казатово (Новосибирская область)
Казатово — деревня в Куйбышевском районе Новосибирской области. Входит в состав Гжатского сельсовета.

## География
Площадь деревни — 16 гектаров.

## История
Основана в 1911 г. В 1926 году состояла из 21 хозяйства, основное население — поляки. в составе Гжатского сельсовета Верх-Ичинского района Барабинского округа Сибирского края.

## Население
| 1926 | 2002 | 2007 | 2010 |
| ---- | ---- | ---- | ---- |
| 101  | ↘81  | ↘76  | ↘63  |

## Инфраструктура
В деревне по данным на 2007 год отсутствует социальная инфраструктура.